# CRAL Cirio 1960-1961
Questa voce raccoglie le informazioni riguardanti la Dopolavoro Cirio nelle competizioni ufficiali della stagione 1960-1961.

## Rosa
| N. |                   | Ruolo | Calciatore           |  |
| -- | ----------------- | ----- | -------------------- |  |
|    | Italia (bandiera) | C     | Vittorio Ambron      |  |
|    | Italia (bandiera) | A     | Giuseppe Busiello    |  |
|    | Italia (bandiera) | A     | Ercole Castaldo      |  |
|    | Italia (bandiera) |       | Coppola              |  |
|    | Italia (bandiera) | D     | Giuseppe Errichiello |  |
|    | Italia (bandiera) | P     | Carlo Gergolet       |  |
|    | Italia (bandiera) |       | Giannetti            |  |
|    | Italia (bandiera) | D     | Galliano Grolli      |  |
|    | Italia (bandiera) | A     | Enzo Guarniero       |  |
|    | Italia (bandiera) | C     | Ludovico Giglio      |  |

| N. |                   | Ruolo | Calciatore        |
| -- | ----------------- | ----- | ----------------- |
|    | Italia (bandiera) | A     | Davide Giorgi     |
|    | Italia (bandiera) | D     | Carlo Luci        |
|    | Italia (bandiera) | C     | Giorgio Rigoldi   |
|    | Italia (bandiera) | C     | Rosario Rivellino |
|    | Italia (bandiera) | A     | Adriano Rossi     |
|    | Italia (bandiera) | A     | Antonio Rovani    |
|    | Italia (bandiera) | A     | Giancarlo Sansone |
|    | Italia (bandiera) |       | Tacconi           |
|    | Italia (bandiera) | C     | Carlo Valla       |
|    | Italia (bandiera) | C     | Francesco Vitale  |